# Cambridge Township (Pennsylvanie)
Pour les articles homonymes, voir Cambridge Township.
Cambridge Township est un township, situé au nord du comté de Crawford, en Pennsylvanie, aux États-Unis,. En 2010, il comptait une population de 1 563 habitants.

## Démographie
Lors du recensement de 2010, le township comptait une population de 1 563 habitants. Elle est estimée, en 2018, à 1 499 habitants.

### Source de la traduction
- (en) Cet article est partiellement ou en totalité issu de l’article de Wikipédia en anglais intitulé « Cambridge Township, Crawford County, Pennsylvania » (voir la liste des auteurs).